# گتکومب
گتکومب (به انگلیسی: Gatcombe) یک روستا و محله مدنی در بریتانیا است که در Chillerton and Gatcombe واقع شده‌است. گتکومب ۱۱٫۲۴۶۴ کیلومتر مربع مساحت و ۴۳۳ نفر جمعیت دارد.